# Métisazone
La métisazone (DCI, appelé méthisazone aux États-Unis) est un antiviral dont l'action inhibe la synthèse protéique et celle  d'ARNm, en particulier chez les virus de la famille des Poxviridés. Lors de sa phase de test dans les années 1960, elle a montré des résultats prometteurs contre la variole, et elle fut le seul traitement efficace en chimioprophylaxie utilisé depuis au moins 1965,. Cependant, son utilisation massive a été jugée logistiquement impossible dans les pays pauvres ou en voie de développement qui subissaient des épidémies de variole, et les pays développés qui auraient été capables de le faire préférèrent traiter les cas de façon aussi efficace par la thérapie par immunoglobulines qui ne provoquait pas en plus les sévères nausées que provoquait la métisazone, si bien que globalement, son utilisation fut extrêmement limitée. Depuis l'éradication de la variole, la molécule est considérée comme obsolète.